# Anna Massey
Pour les articles homonymes, voir Massey.
Anna Massey, née le 11 août 1937 à Thakeham (en) (Sussex de l'Ouest), au Royaume-Uni, morte le 3 juillet 2011 à Londres, est une actrice britannique.
Au théâtre, elle a obtenu le Tony Award de la meilleure actrice secondaire dans un rôle dramatique dans The Reluctant Debutante de William Douglas-Home et l'Olivier Award de la meilleure actrice dans un rôle secondaire dans la pièce L'Importance d'être Constant. Au cinéma, elle est connue principalement pour ses rôles secondaires dans Frenzy d'Alfred Hitchcock, Possession et l'adaptation filmée L'Importance d'être Constant (2002).

## Biographie
Anna Massey est la fille de l'acteur d'origine canadienne Raymond Massey et la sœur de l'acteur Daniel Massey. Anna et son frère Daniel n’ont tourné ensemble qu’une seule fois, dans Le Caveau de la terreur. Divorcée en 1962 de l’acteur Jeremy Brett dont elle eut un fils, David Huggins, elle s’est remariée en 1988 avec le scientifique russe Uri Andres. Elle a été faite commandeur de l'ordre de l'Empire britannique le 31 décembre 2004 pour services rendus à l'art dramatique.
Telling Some Tales, son autobiographie, a été publiée en 2006 en Grande-Bretagne.
Elle était la nièce de Vincent Massey, un gouverneur général du Canada.

## Filmographie

### Cinéma
- 1958 : Inspecteur de service (Gideon's Day) de John Ford : Sally Gideon
- 1960 : Le Voyeur (Peeping Tom) de Michael Powell : Helen Stephens
- 1962 : Le Voyage à Biarritz de Gilles Grangier
- 1965 : Bunny Lake a disparu (Bunny Lake Is Missing) d'Otto Preminger : Elvira Smollett
- 1969 : De Sade de Cy Endfield et Roger Corman : Renée de Montreuil
- 1970 : Le Miroir aux espions (The Looking Glass War) de Frank Pierson : la femme d'Avery
- 1972 : Frenzy d'Alfred Hitchcock : Barbara Jane ('Babs') Milligan
- 1973 : Le Caveau de la terreur (The Vault of Horror) de Roy Ward Baker : Donna - épisode #1
- 1973 : Maison de poupée (A Doll's House) de Patrick Garland : Kristine Linde
- 1979 : I Love You, je t'aime (A Little Romance) de George Roy Hill : Ms. Siegel
- 1980 : Sweet William de Claude Whatham : Edna
- 1982 : Cinq jours ce printemps-là (Five Days One Summer) de Fred Zinnemann : Jennifer Pierce
- 1984 : Another Country : Histoire d'une trahison (Another Country) de Marek Kanievska : Imogen Bennett
- 1984 : La Petite fille au tambour (The Little Drummer Girl) de George Roy Hill : Chairlady
- 1984 : The Chain  de Jack Gold : Betty
- 1984 : Journey Into the Shadows: Portrait of Gwen John 1876-1939
- 1985 : Sacred Hearts de Barbara Rennie : Sister Thomas
- 1985 : The McGuffin de Colin Bucksey (en) : Nina
- 1986 : Foreign Body (en) de Ronald Neame : miss Furze
- 1988 : La Couleur du vent de Pierre Granier-Deferre : Norma
- 1989 : Killing Dad or How to Love Your Mother de Michael Austin : Edith
- 1989 : The Tall Guy de Mel Smith : Mary
- 1990 : Aux sources du Nil (Mountains of the Moon) de Bob Rafelson : Mrs. Arundell
- 1991 : Impromptu de James Lapine : la mère de George Sand
- 1992 : Emily's Ghost de Colin Finbow : miss Rabstock
- 1995 : The Grotesque de John Paul Davidson : Mrs. Giblet
- 1995 : Des anges et des insectes (Angels and Insects) de Philip Haas : Miss Mead
- 1995 : Haunted de Lewis Gilbert : Nanny Tess Webb
- 1996 : Sweet Angel Mine de Curtis Radclyffe : La mère
- 1997 : La Geôlière (Driftwood) de Ronald O'Leary : La mère
- 1997 : The Slab Boys de John Byrne
- 1997 : Déjà Vu de Henry Jaglom : Fern Stoner
- 1999 : Captain Jack de Robert William Young : Phoebe
- 1999 : Mad Cows de Sara Sugarman : Dwina Phelps
- 2000 : Room to Rent de Khalid Al-Haggar : Sarah Stevenson
- 2001 : Tmavomodrý svět de Jan Sverak : Professeur d'anglais
- 2002 : L'Importance d'être constant (The Importance of Being Earnest) de Oliver Parker : Miss Prism
- 2002 : Possession de Neil LaBute : Lady Bailey
- 2004 : The Machinist (El Maquinista) de Brad Anderson : Mrs. Shrike
- 2005 : Mrs. Palfrey at the Claremont : Mrs. Arbuthnot
- 2006 : The Gigolos de Richard Bracewell : Edwina
- 2008 : Crimes à Oxford (The Oxford Murders) d'Álex de la Iglesia : Julia Eagleton, la mère de Beth
- 2008 : Affinités (Affinity) de Tim Fywell : miss Haxby

### Télévision
- 1964 : A Midsummer Night's Dream : Titania
- 1969 : Before the Party : Millicent Bannon
- 1969 : David Copperfield : Jane Murdstone
- 1972 : A Woman Sobbing
- 1974 : Churchill's People (série)
- 1978 : Le Maire de Casterbridge (The Mayor of Casterbridge) (feuilleton) : Lucetta Templeman
- 1979 : Rebecca : Mrs. Danvers
- 1979 : Le Blé est vert (The Corn Is Green) : miss Ronberry
- 1979 : Afternoon Off : Jane
- 1980 : The Cherry Orchard : Carlotta
- 1980 : You're Not Watching Me, Mummy
- 1982 : I Remember Nelson (feuilleton) : Lady Frances Nelson
- 1982 : The Critic
- 1983 : Mansfield Park (feuilleton) : Tante Norris
- 1984 : Sakharov : Klavdia
- 1985 : Anna Karénine (Anna Karenina) : Betsy
- 1985 : Pity in History : Venables
- 1986 : The Christmas Tree : Constance
- 1986 : Hotel du Lac : Edith Hope
- 1986 : Season's Greetings : Rachel
- 1987 : The Day After the Fair : Letty
- 1987 : Les Hasards de l'amour (A Hazard of Hearts) : Eudora
- 1988 : Les Passions oubliées (Tears in the Rain) : Lady Emily
- 1988 : Sun Child : Marcia Burrows
- 1989 : Shalom Joan Collins : Mamma
- 1989 : Under a Dark Angel's Eye (feuilleton)
- 1989 : Le Tour du monde en 80 jours ("Around the World in 80 Days") (feuilleton) : Reine Victoria
- 1989 : Un conte des deux villes ("A Tale of Two Cities") (feuilleton) : Miss Pross
- 1990 : Chillers (série)
- 1990 : Sea Dragon : Prioress
- 1990 : The Man from the Pru : Julia Wallace
- 1992 : Les Aventures du jeune Indiana Jones : Gertrude Bell
- 1993 : The Return of the Psammead (série) : Tante Marchmont
- 1994 : Meurtre à l'esprit (Murder in Mind) : Rosemary
- 1994 : Nice Day at the Office (série) : Janice Troutbeck
- 1998 : Écrit dans le sang (Written in Blood), 2e épisode de la série Inspecteur Barnaby – Rôle : Honoria Lyddiard
- 1998 : A Respectable Trade (feuilleton) : Sarah Cole
- 2000 : Come and Go : Vi
- 2000 : The Sleeper : Lillian
- 2002 : An Angel for May : Rosie
- 2002 : The Edwardian Country House (feuilleton) : Voice of the Rule Book
- 2004 : He Knew He Was Right (feuilleton) : Miss Stanbury
- 2004 : Belonging : Brenda
- 2004 : Agatha Christie: A Life in Pictures de Richard Curson Smith : Agatha âgée
- 2006 : A Good Murder : Phyllis
- 2006 : Pinochet in Suburbia : Lady Thatcher
- 2009 : La Guerre des espions, 3e épisode de la saison 12 d'Inspecteur Barnaby : Brenda Packard
- 2009 : Hercule Poirot (série TV, épisode Les Pendules) : Miss Pebmarsh